# Queen: The eYe
Queen: The eYe är ett actionäventyr-datorspel som gavs ut av Electronic Arts 1998. Spelet innehåller musik av det brittiska rockbandet Queen, som remixats av Joshua J. Macrae vid Queen-trummisen Roger Taylors studio i Surrey, Storbritannien.

## Låtlista

### Disc 1 - The Arena Domain
1. "Data track" (includes "Arboria") - 22:22
2. "Made in Heaven" (loop) - 1:08
3. "I Want It All" (instrumental, remix) - 4:43
4. "Dragon Attack" (instrumental, remix) - 4:23
5. "Fight From The Inside" (instrumental) - 3:03
6. "Hang On In There" (intro) - 0:57
7. "In The Lap of the Gods...Revisited" (edit, vocals) - 0:32
8. "Modern Times Rock'n'Roll" (instrumental) - 1:44
9. "More Of That Jazz" (instrumental) - 4:30
10. "We Will Rock You" (commentary mix) - 0:58
11. "Liar" (intro) - 1:26
12. "The Night Comes Down" (intro) - 0:48
13. "Party" (instrumental) - 2:26 (not on the English version of the game)
14. "Chinese Torture" (usual version) - 1:44
15. "I Want It All" (instrumental, remix) - 4:53

### Disc 2 - The Works Domain
1. "Data track" - 25:45
2. "Mustapha" (intro, vocals) - 0:26
3. "Mother Love" (instrumental) - 4:16
4. "You Take My Breath Away" (instrumental) - 3:15
5. "One Vision" (intro) - 0:32
6. "Sweet Lady" (edit, vocals) - 1:03
7. "Was It All Worth It" (instrumental, edit) - 1:57
8. "Get Down, Make Love" (instrumental, remix) - 3:49
9. "Heaven For Everyone" (instrumental) - 5:36
10. "Hammer To Fall" (instrumental) - 4:22
11. "Tie Your Mother Down" (intro) - 0:39
12. "One Vision" (instrumental, remix) - 2:27
13. "It's Late" (edit, vocals) - 1:08
14. "Procession" (usual version) - 1:14
15. "Made in Heaven" (instrumental, remix) - 5:24

### Disc 3 - The Theatre Domain
1. "Data track" - 21:53
2. "It's A Beautiful Day" (remix) - 1:38
3. "Don't Lose Your Head" (instrumental) - 1:59
4. "Princes Of The Universe" (instrumental, remix) - 1:08
5. "A Kind Of Magic" (instrumental) - 4:25
6. "Gimme The Prize" (remix, vocals) - 4:03
7. "Bring Back That Leroy Brown" (edit, vocals) - 0:27
8. "Ha Ha Ha, It's Magic!" (vocal sample) - 0:06
9. "You Don't Fool Me" (instrumental) - 5:58
10. "Let Me Entertain You" (instrumental, intro) - 0:49
11. "Khashoggi's Ship" (instrumental) - 1:37
12. "Forever" (usual version) - 3:21
13. "Don't Try So Hard" (edit, vocals) - 1:35
14. "Was It All Worth It" (intro) - 0:37

### Disc 4 - The Innuendo Domain
1. "Data track" - 25:40
2. "Brighton Rock" (intro) - 0:13
3. "I'm Going Slightly Mad" (instrumental) - 2:40
4. "Bijou" (instrumental, edit) - 1:27
5. "Khashoggi's Ship" (instrumental) - 1:37
6. "The Show Must Go On" (instrumental, remix) - 4:26
7. "The Hitman" (instrumental, edit) - 1:07
8. "Too Much Love Will Kill You" (edit, vocals) - 1:50
9. "I Can't Live With You" (instrumental, remix) - 4:40
10. "Love Of My Life" (harp intro only) - 0:04

### Disc 5 - The Final Domain
1. "Data track" - 21:48
2. "Death On Two Legs" (intro) - 0:40
3. "Death On Two Legs" (instrumental) - 3:07
4. "Ride The Wild Wind" (instrumental, remix) - 4:45
5. "Headlong" (instrumental) - 4:53
6. "Breakthru" (instrumental) - 2:07
7. "Hammer To Fall" (instrumental) - 4:32
8. "Gimme The Prize" (instrumental, remix) - 4:12
9. "The Hitman" (instrumental, remix) - 2:40
10. "Don't Lose Your Head" (usual version) - 4:40
11. "Gimme The Prize" (vocals, remix) - 4:11